# Iller (rivière)
L'Iller est une rivière allemande, affluent de la rive droite du Danube. 

## Géographie
L'Iller (lat. Hilaria) est une rivière qui prend sa source au point le plus méridional de l'Allemagne, près de la frontière autrichienne.
Elle traverse ensuite la Bavière en s'orientant constamment vers le nord, traversant la ville de Kempten. Elle sert ensuite de limite entre les länder de Bade-Wurtemberg et de Bavière sur une cinquantaine de kilomètres, rejoignant la rive droite du Danube légèrement en amont d'Ulm.
Son bassin versant couvre essentiellement la région de l'Allgäu mais en déborde très légèrement puisque des trois torrents dont elle est issue - Breitach, Trettach et Stillach - le premier naît en Autriche.

## Aménagements
C'est un endroit prisé pour le rafting et les randonnées pédestres ou en VTT. La rivière fournit également de l'hydroélectricité par huit stations, pour un total de 51 mégawatts.